# Уношево
У́ношево (Уношев, Унышево и др.) — село в Гордеевском районе Брянской области, административный центр Уношевского сельского поселения. Расположено в 12 км к северо-западу от Гордеевки. Население — 418 человек (2010).
Имеется отделение связи, сельская библиотека.

## История
Основано П. Корецким в первой половине XVIII века как слобода; позднее во владении Кулябко-Корецких (казачьего населения не имело). Храм Святого Василия упоминается с XVIII века (ныне полностью восстановлен).
До 1781 года входило в Новоместскую сотню Стародубского полка; с 1782 по 1921 в Суражском уезде (с 1861 — центр Уношевской волости); в 1921—1929 в Клинцовском уезде (до 1924 — волостной центр, позднее в Гордеевской волости). В XIX веке разделялось на село и одноимённую деревню (также называемую Новый Уношев). В конце XIX века была открыта церковно-приходская школа; проводились ежегодные ярмарки.
С 1929 года в Гордеевском районе, а в период его временного расформирования — в Клинцовском (1963—1966), Красногорском (1967—1985) районе.
С 1919 до 2005 года — центр Уношевского сельсовета.